# Біляни (Мурованокуриловецька селищна громада)
Біля́ни (раніше Біляни Котюжанські) —  село в Україні, у Мурованокуриловецькій селищній громаді Могилів-Подільського району Вінницької області. Населення становить 265 осіб.

## Історія
7 (20) листопада 1917 року, відповідно до Третього Універсалу Української Центральної Ради, увійшло до складу Української Народної Республіки.
12 червня 2020 року, відповідно до Розпорядження Кабінету Міністрів України № 707-р «Про визначення адміністративних центрів та затвердження територій територіальних громад Вінницької області», увійшло до складу Мурованокуриловецької селищної громади.
19 липня 2020 року, в результаті адміністративно-територіальної реформи та ліквідації Мурованокуриловецького району, село увійшло до складу новоутвореного Могилів-Подільського району.

## Видатні уродженці
- Касько Марія Степанівна — Герой Соціалістичної Праці.